# Cantó de Bohain-en-Vermandois
El cantó de Bohain-en-Vermandois és un cantó de França, del departament de l'Aisne, als Alts de França

## Geografia
Aquest cantó està organitzat a l'entorn de Bohain-en-Vermandois, dins el Districte de Saint-Quentin. La seva altitud sobre el nivell del mar varia des dels 85 metres (Croix-Fonsommes) fins als 166 metres (Becquigny). Té una altitud mitjana de 134 metres.

## Administració
Des del 1998, el Conseller General és Michel Collet, alcalde de Prémont

## Composició
El cantó de Bohain-en-Vermandois agrups 13 municipis, amb un total de 14.392 habitants: 
- Becquigny: 280 habitants.
- Bohain-en-Vermandois: 6117 habitants.
- Brancourt-le-Grand: 616 habitants.
- Croix-Fonsomme: 226 habitants.
- Étaves-et-Bocquiaux: 543 habitants.
- Fontaine-Uterte: 117 habitants.
- Fresnoy-le-Grand: 3045 habitants.
- Montbrehain: 800 habitants.
- Montigny-en-Arrouaise: 292 habitants.
- Prémont: 736 habitants.
- Ramicourt: 177 habitants.
- Seboncourt: 1064 habitants.
- Serain: 379 habitants.

## Demografia
- 1962 - 16 275 habitants.
- 1975 - 17 058 habitants.
- 1990 - 15 888 habitants.
- 1999 - 15 342 habitants.
- 2006 - 14 559 habitants.
- 2008 - 14 392 habitants.[1]